# Subaru 1500
La Subaru 1500 (chiamata anche Subaru P-1) è la prima autovettura costruita dalla casa automobilistica giapponese Subaru, prodotta nel 1954.

## Storia
Il primo veicolo costruito dalla divisione automobilistica della Fuji Heavy Industries fu chiamato Subaru 1500, con il nome in codice di sviluppo di P1. Il prototipo usava un telaio monoscocca, con sospensioni anteriori indipendenti a e posteriori a balestra con tre piastre.
La società produceva lo scooter Fuji Rabbit e voleva intraprendere la produzione automobilistica.
Il motore OHV a quattro cilindri da 1,5 litri con nome in codice "FG4A", proveniva dalla Peugeot 202 e fu costruito dalla Fuji Precision Technology, in seguito conosciuta come Prince Motor Company. La 1500 ha un aspetto simile alla Peugeot 403. Successivamente fu sviluppato internamente dalla Fuji Heavy Industries un motore diverso con nome in codice "L4-1", con la stessa architettura e cilindrata ma più leggero del 20 percento rispetto al precedente.
Ne furono costruiti solo 20, tutti nel 1954, con 11 veicoli che utilizzavano il motore FG4B. Sei unità sono state fornite alle compagnie di taxi di Isesaki di Honjō per test privati, con risultati positivi.
Fu la prima Subaru (e fino all'introduzione della BRZ nel 2012) l'unico veicolo a motore anteriore con trazione posteriore della casa nipponica.